# Xanthopimpla trigonalis
Xanthopimpla trigonalis är en stekelart som beskrevs av Gyöö Viktor Szépligeti 1908. Xanthopimpla trigonalis ingår i släktet Xanthopimpla och familjen brokparasitsteklar. Inga underarter finns listade i Catalogue of Life.